# 1984 у відеоіграх

## Події
- Knight Lore стала грою року. Нагороджена Golden Joystick Awards.
- RDI Systems випускає консоль Halcyon, яка використовує лазерний диск.

## Релізи
- Девід Бребен та Ян Белл створили культову гру Elite[en], яка започаткувала новий жанр комп'ютерних ігор — космічні симулятори з елементами торгівлі.
- Sierra On-Line випустила гру King's Quest, яка вважається першим анімаційним графічним квестом.
- Nintendo випустила ігри Balloon Fight, Donkey Kong 3 та Ice Climber.
- Capcom випустила гру 1942.
- Namco випускає ігри Gaplus, Tower of Druaga, Pac-Land, Grobda, Super Xevious та Dragon Buster, в якій вперше з'являється індикатор життя гравця.
- Brøderbund випускає Ancient Art of War (автори Дейв Мюррей та Баррі Мюррей), першу масштабну стратегію реального часу.
- Дональд Лебо (англ. Donald R. Lebeau) розробляє гру Gauntlet для 8-бітних консолей Atari.
- Ultimate Play The Game випускає гру Knight Lore спочатку для ZX Spectrum, потім гра адаптується до BBC Micro, Amstrad CPC, MSX та Famicom Disk System. Це третя гра з серії Sabreman, але перша, де використовується інноваційний ізометричний графічний рушій.
- Виходить революційна стратегічно-пригодницька гра Lords of Midnight, розроблена Майком Сінглтоном (англ. Mike Singleton).
- 6 червня - Олексій Пажитнов створює Тетріс, відому відеогру в СРСР.
- Девід Л. Кларк з BMB Compuscience створює shoot 'em up аркаду Sopwith.

## Індустрія
- В результаті злиття компаній Sega та CSK утворилася корпорація Sega Enterprises Ltd.
- З'явилися компанії Gremlin Graphics, Kemco, Accolade[en], New World Computing.
- Припинили існування компанії Astrocade Inc. та FTL Games.
- Hasbro, Inc. купує Milton Bradley Company, а Management Sciences America — Edu-Ware Services.
- Warner Communications Inc. продає один з підрозділів Atari, Inc. та створює нову компанію Atari Games Corp.